# Herbert Kelman
Herbert C. Kelman (Viena, 18 de março de 1927 – 1 de março de 2022) foi um psicólogo social e professor universitário, naturalizado estadunidense em 1940. Entre 1993 e 2003, foi diretor do Program on International Conflict Analysis and Resolution no Harvard's Weatherhead Center for International Affairs. É professor emérito do Departamento de Psicologia da Harvard University.

## Obras
- International behavior: A social-psychological analysis. Nova York: Holt, 1965. (Editor e co-autor)
- A time to speak: On human values and social research. San Francisco: Jossey-Bass, 1968.
- Human use of human subjects, Psychological Bulletin, 67, 1967.
- (com R. S. Ezekiel) Crossnational encounters: The personal impact of an exchange program for broadcasters, San Francisco, Calif. 1970.
- (com G. Bermant e D. P. Warwick) The ethics of social intervention, Washington, D.C. 1978.
- (com V. L. Hamilton) Crimes of obedience: Toward a social psychology of authority and responsibility, New Haven, Conn. 1989.